# Župčany
Župčany est un village de Slovaquie situé dans la région de Prešov.

## Histoire
Première mention écrite du village en 1248.

## Démographie

### Évolution de la population
| Année:               | 1994. | 2004.    | 2014.    | 2024.    |
| -------------------- | ----- | -------- | -------- | -------- |
| Nombre de personnes: | 1104  | 1280     | 1474     | 2139     |
| Différence:          |       | +15,94 % | +15,15 % | +45,11 % |

| Année:               | 2023. | 2024.   |
| -------------------- | ----- | ------- |
| Nombre de personnes: | 2079  | 2139    |
| Différence:          |       | +2,88 % |